# 한국농수산환경안전협회
한국농수산환경안전협회는 농림수산환경의 보존․보호, 문화사업을 통해 지속가능한 농림수산업을 추진하여 친환경선진농수산 국가 실현에 이바지함을 목적으로 2010년 11월 12일 설립·허가된 대한민국 농림수산식품부 소관의 사단법인이다. 사무실은 서울특별시 송파구 송파동 29번지, 부영빌딩 303호에 있다.